# Tos
Tos (ukr. Тос, ros. Тос) – przystanek kolejowy przy fabryce pojemników metalowych BarwaPromtara, w pobliżu miejscowości Jamnica, w rejonie iwanofrankiwskim, w obwodzie iwanofrankiwskim, na Ukrainie. Położony jest na linii Lwów – Czerniowce.